# محمدصادق ناطق اصفهانی
محمدصادق اصفهانی متخلص و مشهور به ناطق (؟ – ۱۸۱۵م) شاعر ایرانی بود که برای ساخت ماده‌تاریخ‌هایش شهرت داشت.

## زندگی
محمدصادق اصفهانی در سالی نامعلوم در اصفهان زاده شد. از سوی پدری ترک‌تبار و از سوی مادری عرب‌تبار اهل مدینه بود. به شعر گرایید و ناطق تخلص گزید. او در ساختن ماده‌تاریخ‌ها برجسته گشت، «بیشتر قصاید وی از اول تا آخر، هر مصراعش تاریخ است.» و اثری در این باره نگاشته که در دسترس نیست. در تاریخ تذهیب گنبد فاطمهٔ معصومه در قم به سال ۱۲۱۸ق/۱۸۰۳م که با دستور فتحعلی شاه انجام گرفت، قصیده‌ای سرود که شصت و دو بیت است و هر مصراع آن برابر است با تاریخ ۱۲۱۸؛ این قصیده به معجزیه شهرت دارد:
| این قبهٔ گلبنی است بزیور برآمده؟   |  | یا پاک گوهریست پر از زیور آمده؟    |
| این دوحه‌ای است کآمده از جنت العلا |  | یا کوکبی است سعد و نور برآمده؟     |
| این زیب عرش یا که بود گوی آفتاب   |  | یا نور حق که بر همهٔ اشیاعء برآمده؟ |
| وین قبه راست جای، بجایی که پایه‌اش |  | از اوج مهر و ماه و زحل برتر آمده   |
| وین قبهٔ رفیع بدانجا رسانده قدر    |  | کز قدر با سپهر برین همسر آمده      |
| وین قبه و زمین ز همین رفعت و جلال |  | عرش بدهر با فلکی دیگر آمده         |
| وین صحن به ز صحن جنانست بهر آنک   |  | آبش به از بقا و به از کوثر آمده    |
| از دل سئوال کردم و گفتم مرا بگو   |  | کین صحن از چه رو ز جنان بهتر آمده؟ |
| دل در جواب گفت که اینک درین سئوال |  | عقل طویل قاصر و فهر اقصر آمده      |
| بهتر بود بحُسن وعلو از جنان در آن  |  | مسکن که بنت موسی بن جعفر آمده      |
| زهرا عفاف فاطمهٔ بنت موسی آنک      |  | بر وی شرف ز فاطمه و حیدر آمده      |

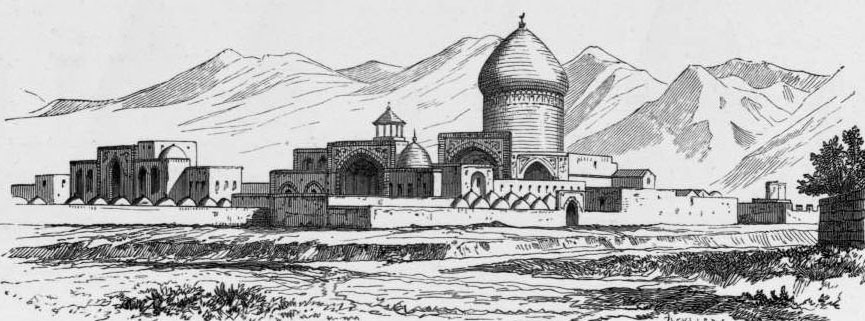
طراحی پاسکال کوست از آرامگاه و مسجد فاطمهٔ معصومه در قم به سال ۱۸۴۰م/۱۲۵۶ق.

ناطق اصفهانی در دستگاه محمدعلی دولتشاه خدمت می‌کرد، در سال ۱۲۲۸ق/۱۸۱۳م مقدمه‌ای بر دیوان او نوشت. 

تاریخ درگذشت او را ۱۲۳۵ق/۱۸۲۰م (هدایت در مجمع الفصحا) و ۱۲۳۰ق/۱۸۱۵م (مدرس تبریزی و دهخدا) ذکر کرده‌اند که همرأیی بیشتری با آن هست.